# Paradiastema pulverea
Paradiastema pulverea är en fjärilsart som beskrevs av George Francis Hampson 1910. Paradiastema pulverea ingår i släktet Paradiastema och familjen tandspinnare. Inga underarter finns listade i Catalogue of Life.